# Bubaris conulosa
Bubaris conulosa är en svampdjursart som beskrevs av Jean Vacelet och Vasseur 1971. Bubaris conulosa ingår i släktet Bubaris och familjen Bubaridae. Inga underarter finns listade i Catalogue of Life.